# Daleapidea albescens
Daleapidea albescens är en insektsart som först beskrevs av Van Duzee 1918.  Daleapidea albescens ingår i släktet Daleapidea och familjen ängsskinnbaggar. Inga underarter finns listade i Catalogue of Life.